# إل جي enV توج (موبايل)
إل جي enV توج  (بالإنجليزية: LG enV Touch)‏ هو هاتف ذكي من إل جي أليكترونيكس، تم طرحه في الأسواق في 5 يونيو 2009.

## الخصائص
- الكاميرا الخلفية: 3.2 ميجابكسل
- الشاشة: إل سي دي 800 × 480
- الوزن: 140 غرام
- الذاكرة: 250 ميجابايت